# Neumühle (kanton Esch-sur-Alzette)
Neumühle (lb. Neimillen) – mała miejscowość (lieu-dit) w południowym Luksemburgu, w kantonie Esch-sur-Alzette, w gminie Schifflange. Do 3 października 2015 miejscowość leżała w dystrykcie Luksemburg. 